# MNHエンターテインメント
MNHエンターテインメント（エムエヌエイチエンターテインメント、ハングル: 엠앤에이치엔터테인먼트）は、韓国ソウル特別市に存在する芸能事務所である。

## 沿革
2014年11月18日、JYPエンターテインメントの元マネージャー・イ・ジュソプによって設立された。
2016年1月22日、チョンハはMNHの練習生としてMnetのオーディション番組『PRODUCE 101』に出演し、最終順位4位で期間限定ガールズグループ・I.O.Iのメンバーとしてデビューした。I.O.I解散後、2017年6月7日にチョンハはソロ歌手としてデビューした。
2019年4月10日、初のガールズグループ・BVNDITがデビュー。
2020年1月28日、音楽プロジェクト「New.wav」の計画を発表した。このプロジェクトは、普通のアルバムリリースとは別に、エージェンシーアーティストが多様な音楽を通じてより頻繁に一般の人々と交流することを目的としている。
2023年1月30日、初のボーイズグループ・8TURNがデビュー。

## 所属アーティスト

### 歌手
- リム・サンヒョン
- Vvon
- ソク・マシュー - ZEROBASEONEのメンバー

### グループ
- 8TURN

## 過去の所属アーティスト

### 歌手
- チョンハ

### グループ
- BVNDIT

### 俳優
- ヨン・ジェヨン